# Partit Alemany
El Partit Alemany (Deutsche Partei, DP) va ser un partit polític nacional-conservador de l'Alemanya Occidental actiu durant els anys de post-guerra. El DP apel·lava a sentiments patriòtics i nacionalistes alemanys i de nostàlgia imperial.

## Història
El Partit fou creat el 1947 a partir del Niedersächsische Landespartei, partit de la Baixa Saxònia, liderat per Heinrich Hellwege i de grups provinents de l'històric Partit Nacional del Poble d'Alemanya. Va començar treballant amb el Deutsche Rechtspartei i el primer NPD. Va obtenir 2 escons al parlament de la Baixa Saxònia.
A les eleccions federals alemanyes de 1949 va obtenir el 4% dels vots i 18 escons. Com a resultat va formar coalició amb la CDU, la CSU i el FDP en el primer govern de Konrad Adenauer. A les eleccions federals alemanyes de 1953 va caure al 3,3% i 15 escons, i 3,4% i 17 a les de 1957, i en totes va repetir coalició. Durant aquest temps foren ministres alemanys Heinrich Hellwege, Hans Joachim von Merkatz i Hans-Christoph Seebohm.
El partit fou fonamental en l'establiment de la barrera del 5% dels vots per a entrar en el Bundestag, i això li provocà problemes interns i amb la CDU, ja que 9 membres s'uniren a la CDU. Com a resultat, el 1960 trencà la coalició i es presentà en solitari a les eleccions. A partir del 1961 el seu principal activista, Friedrich Thielen, va mantenir forts lligams amb els partits que estaven a la dreta de la CDU, com la Lliga dels Expulsats, i el 1964 participà en la fundació del NPD, però el 1967 se'n va separar, quan Adolf van Thadden començà a simpatitzar amb el nazisme. Aleshores va refundar el Partit Alemany, però no va aconseguir que tingués cap influència, ni tan sols a nivell local, i va desaparèixer novament a començaments de 1980, encara que continuà viu com a associació.
El 1993 la pròpia associació refundaria un nou Partit Alemany considerant-se a si mateix el successor o hereu polític del primer.

## Resultats electorals

### Bundestag
| Any  | Líder             | Circumscripcions | Circumscripcions | Llista de partit | Llista de partit | Escons   | +/– | Govern         |
| Any  | Líder             | Vots             | %                | Vots             | %                | Escons   | +/– | Govern         |
| ---- | ----------------- | ---------------- | ---------------- | ---------------- | ---------------- | -------- | --- | -------------- |
| 1949 | Heinrich Hellwege |                  |                  | 939,934          | 3.9% (#7)        | 17 / 402 |     | CDU/CSU–FDP–DP |
| 1953 | Heinrich Hellwege | 1,073,031        | 3.9% (#6)        | 896,128          | 3.3% (#6)        | 15 / 509 | 2   | CDU/CSU–FDP–DP |
| 1957 | Heinrich Hellwege | 1,062,293        | 3.5% (#6)        | 1,007,282        | 3.4% (#6)        | 17 / 519 | 2   | CDU/CSU–DP     |